# Jaskinia Prometeusza
Jaskinia Prometeusza, (gruz. პრომეთეს მღვიმე), znana także jako Jaskinia Kumistavi (gruz. ყუმისთავის მღვიმე) – jaskinia krasowa na zachodzie Gruzji, położona w Imeretii, w dystrykcie Cchaltubo. Pomnik przyrody kategorii III według Międzynarodowej Unii Ochrony Przyrody. Ogólna długość jaskini wynosi ok. 11 km, z czego 1060 m udostępnionych jest dla ruchu turystycznego. W jaskini znajdują się 22 komory, z których 6 jest obecnie udostępnionych do zwiedzania. 

## Historia
Jaskinia została odkryta i zbadana przez gruzińskich speleologów na początku lat 80. XX w. Jest częścią wielkiego systemu jaskiniowego połączonego podziemną rzeką. Obecnie zostało zbadanych ok. 30 km rzeki, co stanowi ok. połowy długości całego systemu. W 1985 r. rozpoczęto przystosowanie jaskini dla ruchu turystycznego. W 1989 r. zbudowano trasę do zwiedzania o długości ok. 1 kilometra, będącą ciągiem chodników i schodów. Na końcu trasy przebito tunel o długości 150 m, a na powierzchni rozpoczęto budowę zespołu budynków. Jaskinia została wyposażona w tymczasowe oświetlenie i zaczęły ją zwiedzać nieduże grupy turystów.
W 1990 r. z powodu upadku Związku Radzieckiego i braku funduszy projekt został zamknięty. Przez kilka lat okoliczny mieszkaniec chronił jaskinię przed wandalami. Obecnie przy wejściu do jaskini stoi rzeźba przedstawiająca go wraz ze swoim psem. 

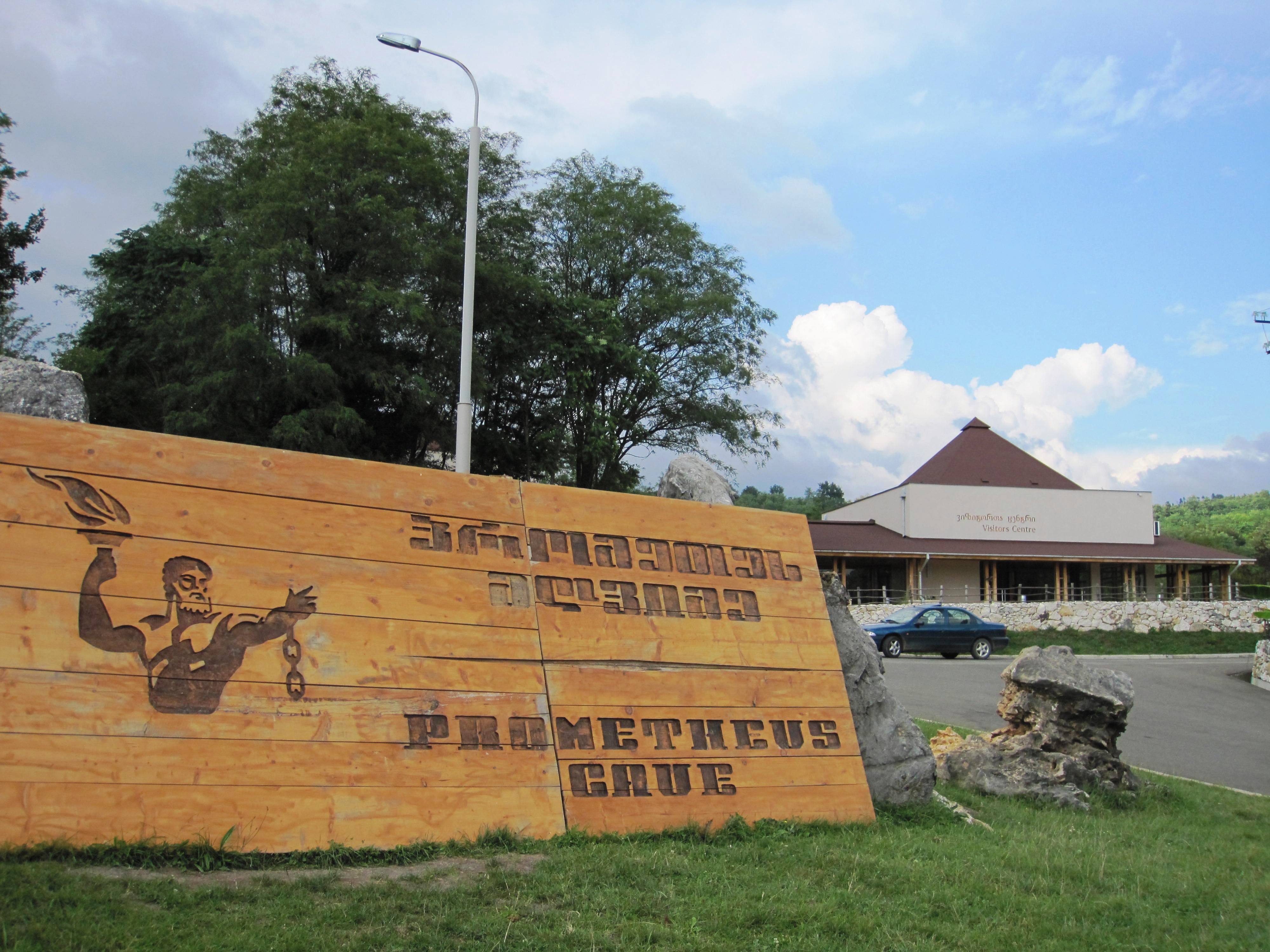
Centrum informacyjne przy wejściu do jaskini

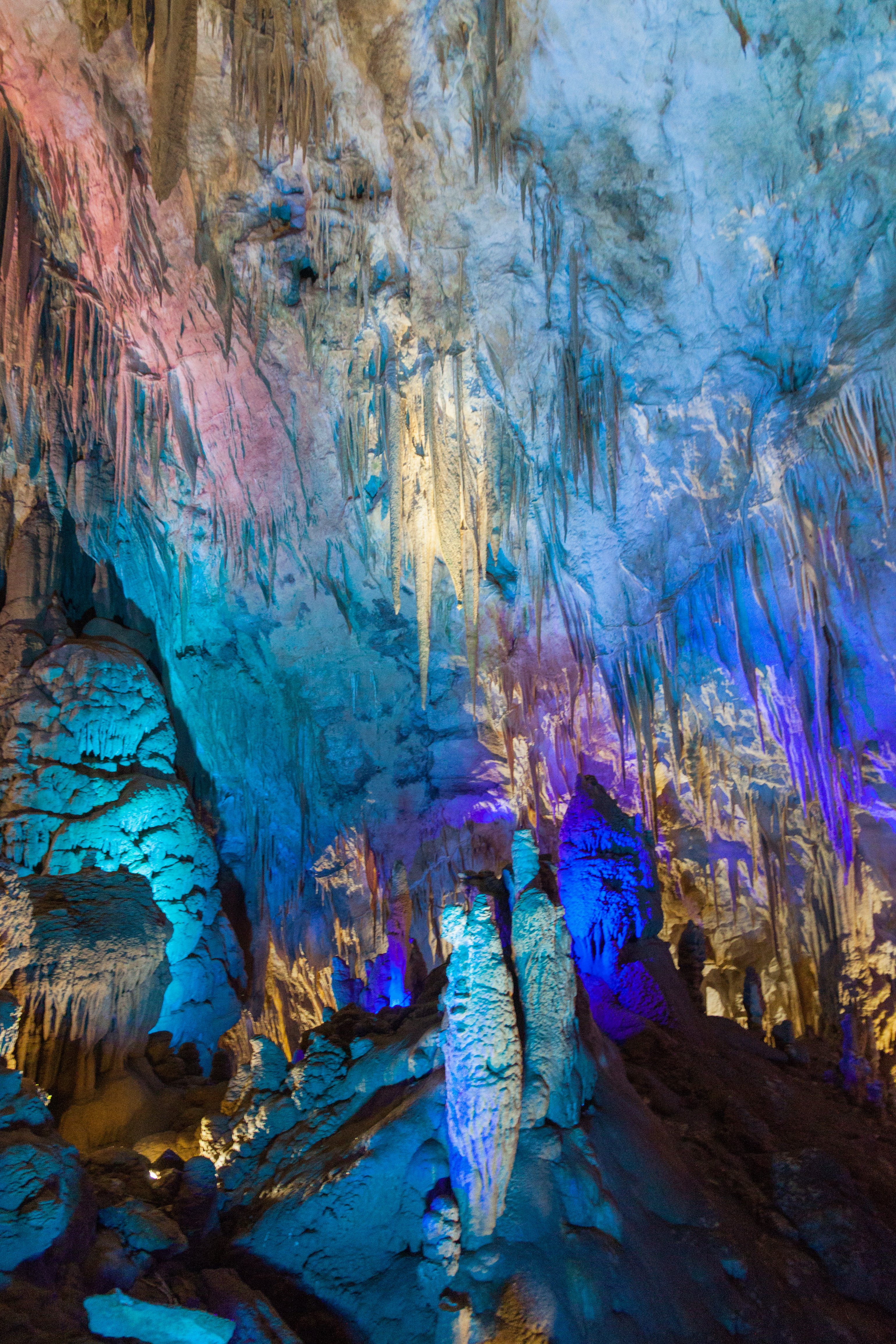

W 2007 r. 17 lat od zamknięcia wszelkich prac, władze gruzińskie wróciły do pomysłu przekształcenia jaskini w atrakcję turystyczną. Prezydent Gruzji Micheil Saakaszwili, który odwiedził jaskinię w 2010 roku, dał impuls do działania i zaproponował nową nazwę – Jaskinia Prometeusza, na cześć mitycznego Prometeusza, który został przykuty do skały w tej właśnie okolicy. Według miejscowej legendy Prometeusza przykuto do urwiska Khvamli, gdzie był torturowany przez kruka. W ciągu roku jaskinia została odnowiona i ponownie otwarta dla zwiedzających 26 maja 2011 r.